# Кузоватовский район
Кузова́товский райо́н — административно-территориальная единица (административный район) и муниципальное образование (муниципальный район) в Ульяновской области России.
Административный центр — рабочий посёлок Кузоватово.

## География
Расположен в центральной части Ульяновской области, в верхнем течении реки Свияга и граничит с Майнским, Новоспасским, Тереньгульским и Николаевским районами Ульяновской области, а также с Самарской областью (Сызранский район). Площадь — 209,8 тысяч гектар, что составляет 6 % от всей территории Ульяновской области.

## История
Кузоватовский район образован в 1928 году в составе Сызранского округа Средне-Волжской области. В первые годы существования Кузоватовского района райцентр находился в селе Верхнее Свияжское и лишь в 1935 году он был перенесён на станцию Кузоватово, к тому времени уже Куйбышевской области.
С 1930 года — Средне-Волжского края. Ввиду упразднения Тереньгульского района, часть её территории была присоединена к району.
С 1935 года — Куйбышевского края. Ввиду восстановления Тереньгульского района, вновь были возвращены часть территории.
С декабря 1936 года — Куйбышевской области.
19 января 1943 года вошёл в состав новообразованной Ульяновской области.
14 декабря 1943 года часть территории района была передана в состав новообразованному Жадовскому району.
12 марта 1946 года из части района был образован Игнатовский район.
2 ноября 1956 года Игнатовский район был упразднён, а его часть территории опять вернулась в район.
В декабре 1962 года, в связи с хрущевским планом укрупнения территориальных и производственных единиц, Кузоватовский район был ликвидирован, а управление территорией перешло в ведение исполнительной власти Барышского района. Восстановлен в 1965 году.
В 2005 году район был поделён на городское и сельские поселения.

## Население
| 1939    | 1989    | 2002    | 2009    | 2010    | 2011    | 2012    | 2013    | 2014    |
| ------- | ------- | ------- | ------- | ------- | ------- | ------- | ------- | ------- |
| 51 817  | ↘30 218 | ↘27 225 | ↘25 276 | ↘22 377 | ↘22 305 | ↘21 801 | ↘21 317 | ↘20 975 |
| 2015    | 2016    | 2017    | 2018    | 2019    | 2020    | 2021    |         |         |
| ↘20 611 | ↘20 311 | ↘19 915 | ↘19 576 | ↘19 238 | ↘18 941 | ↘18 579 |         |         |

### Урбанизация
В городских условиях (рабочий посёлок Кузоватово) проживают 39,43 % населения района.

### Национальный состав
По переписи населения 2010 года численность населения составила 22 377 человек. Указали национальность — 22 280, из них: русские — 16 690 (74,9 %), мордва — 4 551 (20,4 %), чуваши — 323 (1,6 %), татары — 235 (1 %).
Имеются мордовские сёла — Кивать, Еделево, Кузоватово, Томылово, Беркулейка.

## Административное деление
Кузоватовский административный район в рамках административно-территориального устройства области делится на 1 поселковый округ и 5 сельских округов.
Одноимённый муниципальный район в рамках организации местного самоуправления (муниципального устройства) включает 6 муниципальных образований, в том числе 1 городское поселение и 5 сельских поселений.
Поселковые округа соответствуют городским поселениям, сельские округа — сельским поселениям.
| № | Муниципальное образование          | Админ. центр               | Количество населённых пунктов | Население (чел.) | Площадь (км²) |
| - | ---------------------------------- | -------------------------- | ----------------------------- | ---------------- | ------------- |
| 1 | Кузоватовское городское поселение  | рабочий посёлок Кузоватово | 1                             | ↘7325            | 5,59          |
| 2 | Безводовское сельское поселение    | село Безводовка            | 14                            | ↘2699            | 515,70        |
| 3 | Еделевское сельское поселение      | село Еделево               | 10                            | ↗2442            | 425,64        |
| 4 | Коромысловское сельское поселение  | село Коромысловка          | 8                             | ↘2899            | 442,10        |
| 5 | Лесоматюнинское сельское поселение | село Лесное Матюнино       | 4                             | ↗1271            | 344,79        |
| 6 | Спешнёвское сельское поселение     | село Спешнёвка             | 14                            | ↘1943            | 370,71        |

### Населённые пункты
В районе находятся 51 населённый пункт, в том числе 1 городской (рабочий посёлок) и 50 сельских:
| №  | Населённый пункт    | Тип             | Население | Муниципальное образование          |
| -- | ------------------- | --------------- | --------- | ---------------------------------- |
| 1  | Агроном             | деревня         | 1         | Спешнёвское сельское поселение     |
| 2  | Азат                | посёлок         | 7         | Спешнёвское сельское поселение     |
| 3  | Алексеевка          | село            | 0         | Еделевское сельское поселение      |
| 4  | Баевка              | село            | 624       | Коромысловское сельское поселение  |
| 5  | Безводовка          | село            | ↘375      | Безводовское сельское поселение    |
| 6  | Безводовка          | станция         | 219       | Безводовское сельское поселение    |
| 7  | Беркулейка          | посёлок         | 61        | Безводовское сельское поселение    |
| 8  | Бестужевка          | село            | 168       | Коромысловское сельское поселение  |
| 9  | Верхнее Свияжское   | село            | 13        | Коромысловское сельское поселение  |
| 10 | Ветловка            | посёлок         | 44        | Спешнёвское сельское поселение     |
| 11 | Волынщина           | село            | 643       | Безводовское сельское поселение    |
| 12 | Еделево             | село            | ↘987      | Еделевское сельское поселение      |
| 13 | Екатериновка        | село            | 77        | Спешнёвское сельское поселение     |
| 14 | Ерыклинский участок | посёлок         | 47        | Безводовское сельское поселение    |
| 15 | Жедрино             | село            | 45        | Лесоматюнинское сельское поселение |
| 16 | Заводской           | посёлок         | 48        | Еделевское сельское поселение      |
| 17 | Зелёный Курган      | посёлок         | 2         | Еделевское сельское поселение      |
| 18 | Кивать              | село            | 1194      | Еделевское сельское поселение      |
| 19 | Коммуна             | посёлок         | 31        | Спешнёвское сельское поселение     |
| 20 | Коромысловка        | село            | 916       | Коромысловское сельское поселение  |
| 21 | Коромысловский      | разъезд         | 6         | Безводовское сельское поселение    |
| 22 | Красная Балтия      | село            | 218       | Еделевское сельское поселение      |
| 23 | Красный Бор         | посёлок         | ↘14       | Еделевское сельское поселение      |
| 24 | Кузоватово          | рабочий посёлок | ↘7325     | Кузоватовское городское поселение  |
| 25 | Кузоватово          | село            | 1298      | Коромысловское сельское поселение  |
| 26 | Латышский           | посёлок         | 5         | Безводовское сельское поселение    |
| 27 | Лесное Матюнино     | село            | 564       | Лесоматюнинское сельское поселение |
| 28 | Лесное Чекалино     | село            | 11        | Еделевское сельское поселение      |
| 29 | Лесхоз              | посёлок         | 81        | Коромысловское сельское поселение  |
| 30 | Малая Борла         | село            | 155       | Безводовское сельское поселение    |
| 31 | Налейка             | посёлок станции | ↘650      | Лесоматюнинское сельское поселение |
| 32 | Никольское          | село            | 323       | Еделевское сельское поселение      |
| 33 | Озерки              | село            | 43        | Безводовское сельское поселение    |
| 34 | Первомайский        | посёлок         | 407       | Спешнёвское сельское поселение     |
| 35 | Порецкое            | село            | 117       | Спешнёвское сельское поселение     |
| 36 | Приволье            | посёлок         | 394       | Безводовское сельское поселение    |
| 37 | Рощино              | посёлок         | 90        | Безводовское сельское поселение    |
| 38 | Русская Темрязань   | село            | 19        | Лесоматюнинское сельское поселение |
| 39 | Свияжный            | посёлок         | 26        | Спешнёвское сельское поселение     |
| 40 | Смышляевка          | село            | 608       | Коромысловское сельское поселение  |
| 41 | Спешнёвка           | село            | 403       | Спешнёвское сельское поселение     |
| 42 | Стоговка            | село            | 409       | Спешнёвское сельское поселение     |
| 43 | Студенец            | село            | 832       | Безводовское сельское поселение    |
| 44 | Томылово            | село            | ↘503      | Безводовское сельское поселение    |
| 45 | Трубетчина          | село            | 83        | Безводовское сельское поселение    |
| 46 | Уваровка            | село            | 214       | Коромысловское сельское поселение  |
| 47 | Хвостиха            | село            | 236       | Спешнёвское сельское поселение     |
| 48 | Чертановка          | село            | 435       | Спешнёвское сельское поселение     |
| 49 | Чириково            | село            | 392       | Спешнёвское сельское поселение     |
| 50 | Шемурша             | село            | 86        | Еделевское сельское поселение      |
| 51 | Щеголиха            | деревня         | 33        | Спешнёвское сельское поселение     |

Упразднённые населенные пункты района:
- деревня Свияжка Спешневского сельсовета Кузоватовского района;
- село Валуевка Уваровского сельсовета Кузоватовского района;
- поселок Жарки Уваровского сельсовета Кузоватовского района;
- поселок Сергиевский Чертановского сельсовета Кузоватовского района;
- разъезд Кивач Томыловского сельсовета Кузоватовского района;
- поселок Чёрный Ключ Еделевского сельсовета Кузоватовского района;

## Местное самоуправление
Глава администрации муниципального образования «Кузоватовский район»: Александр Наумович Вильчик.
Глава муниципального образования «Кузоватовский район»: Солуянов Сергей Семёнович.

## Экономика
На территории района расположены 18 сельскохозяйственных предприятий с различной формой собственности и 22 крестьянских (фермерских) хозяйств.
Транспорт
Через район проходит Куйбышевская железная и автомобильные дороги, в р. п. находится ж/д станция «Кузоватово».

## Известные уроженцы
- См. статью: Родившиеся в Кузоватовском районе
- В селе Чириково родился Борис Кротов — первый в годы Великой Отечественной войны кавалерист, удостоенный звания Герой Советского Союза. Погиб, обороняя город Днепропетровск 22 августа 1941 года.
- В селе Лукино (ныне не существует) родился Бутырин, Сергей Иванович — советский хозяйственный деятель, горный инженер, заслуженный строитель РСФСР, участник Великой Отечественной войны, за время которой дважды, за разные подвиги, представлялся к званию Героя Советского Союза.
- В пос. Беркулейка родился 25.8.1924, а после войны жил и работал в пгт Кузоватово Климушкин Александр Степанович Герой Советского Союза, гвардии лейтенант, командир взвода тяжёлого пехотного оружия 120-го гвардейского стрелкового полка 39-й гв. мсд 8-й гв. А.
- Никулин, Василий Иванович — родился 8 января 1933 года в селе Чертановка Кузоватовского района, Герои Социалистического Труда[29].

## Достопримечательности
- На юго-западе района расположено Чекалинское озеро — памятник природы.
- Исток реки Свияга — памятник природы, памятник природы Ульяновской области.
- Болото Шемуршинское[30].
- Зотово озеро[31]
- Казанский храм (Кивать)